# تریسا رندل
تریسا رندل (به انگلیسی: Theresa Randle) (زاده ۲۷ دسامبر ۱۹۶۴) بازیگر آمریکایی است. از فیلم‌های معروف او می‌توان به پلیس بورلی هیلز ۳، تاریکی نزدیک، نظم و قانون: قصد جنایی و پسران بد اشاره کرد.